# Розсвіт (Новокузнецький район)
Розсві́т (рос. Рассвет) — селище у складі Новокузнецького району Кемеровської області, Росія. Входить до складу Загорського сільського поселення.

## Населення
Населення — 829 осіб (2010; 814 у 2002).
Національний склад (станом на 2002 рік):
- росіяни — 93 %